# Gmina Złota
Die Gmina Złota ist eine Landgemeinde im Powiat Pińczowski der Woiwodschaft Heiligkreuz in Polen. Ihr Sitz ist das gleichnamige Dorf mit etwa 870 Einwohnern.

## Gliederung
Zur Landgemeinde (gmina wiejska) Złota gehören folgende Dörfer mit einem Schulzenamt.
Biskupice
Chroberz
Kostrzeszyn
Miernów
Niegosławice
Nieprowice
Pełczyska
Probołowice
Rudawa
Stawiszyce
Wojsławice
Wola Chroberska
Złota
Żurawniki
Weitere Orte der Gemeinde sind:
Górki Kostrzeszyńskie
Graby
Kolonie Pełczyskie
Korce
Lubowiec
Łobodzie
Młynek
Odrzywół
Olbrych
Wymysłów
Żabiniec